# Lukáš Haraslín
Lukáš Haraslín, född 26 maj 1996, är en slovakisk fotbollsspelare som spelar för Sparta Prag. Han representerar även Slovakiens landslag.